# 269
269 (CCLXIX) var ett normalår som började en fredag i den julianska kalendern.

## Händelser

### Januari
- 5 januari – Sedan Dionysius har avlidit året innan väljs Felix I till påve.

### Okänt datum
- Herulerna erövrar Aten.
- Zenobia utropar sig själv till drottning av Egypten.
- Biblioteket i Alexandria bränns ner under en räd av Zenobias general Zabdas.
- Paulus av Samosata avsätts som patriark av Antiokia (formellt först 272).

## Avlidna
- 14 februari – Sankt Valentin, kristen martyr och helgon (avrättad av kejsar Claudius)